# Jessica Dragonette
Jessica Dragonette (India, 14 februari 1900 - New York, 18 maart 1980) was een Amerikaanse zangeres en actrice.
Dragonette werd als kind te vondeling gelegd. Ze begon op 26-jarige leeftijd met zingen voor de radio. Ze werd hier al snel beroemd mee, en werd door de pers de Princess of Song genoemd. Dragonette groeide uit tot een van de radio-sterren van de jaren twintig en dertig, en haar latere bijnaam was dan ook Queen of Radio. In 1939 maakte Dragonette een uitstap naar het witte doek, ze vertolkte Princess Glory in de animatiefilm Gulliver's Travels. Tijdens de Tweede Wereldoorlog zette Dragonette zich in voor de ondersteuning van de Amerikaanse troepen. Dit leverde haar enkele militaire onderscheidingen op.